# Milan Jelínek
Milan Jelínek (ur. 22 czerwca 1923 w Brnie, zm. 30 stycznia 2014 tamże) – czeski językoznawca, bohemista, pierwszy polistopadowy rektor Uniwersytetu Masaryka w Brnie.
Studiował języki czeski, rosyjski i serbsko-chorwacki na Wydziale Filozoficznym Uniwersytetu Masaryka w Brnie. Pracował jako nauczyciel w szkole średniej. Był redaktorem „Rovnosti” i pracownikiem naukowym Instytutu Języka Czeskiego. W 1950 r. uzyskał „mały doktorat” (PhDr.), a w 1958 r. stopień kandydata nauk. Habilitował się w 1960 r., a profesurę otrzymał w 1964 roku. Na początku lat 60. pełnił funkcję dziekana, a później prodziekana na Uniwersytecie Masaryka; został jednak zmuszony do odejścia. W okresie 1990–1992 był rektorem Uniwersytetu Masaryka.
Odznaczony Złotym Medalem Uniwersytetu Śląskiego. Doktor honoris causa Uniwersytetu Śląskiego.

## Wybrana twórczość
- O jazyku a stylu novin, 1957
- Jak kulturně mluvit a číst, 1960, wspólnie z Josefem Hrabákiem
- Stylistické studie, 1974
- Český jazyk a jeho užití v propagačních textech, 1989
- Argumentace a umění komunikovat, 1999, ISBN 80-210-2186-1
- Deutsch-tschechische Sprachbeziehungen: Germanismen, Personennamen, Ortsnamen, 2000, ISBN 3-89783-169-4
- Memoáry 1942–1971, Od okupace do okupace, 2018, Moravské zemské muzeum, 978-80-7028-464-3[4]